# Кармен і Лола
Кармен і Лола ( іспанська Carmen y Lola ) — іспанська драма 2018 року режисера Аранти Ечеварріа, в якій зіграли Заїра Ромеро та Розі Родрігес, а також Морено Борха, Рафаела Леон і Кароліна Юсте . Фільм було відібрано для показу в категорії «Двотижневик режисерів» на Каннському кінофестивалі 2018 року .

## Сюжет
Кармен - звичайна ромська жінка, яка живе в ромській громаді в передмісті Мадрида . Як і кожній іншій жінці, яку вона коли-небудь зустрічала, їй судилося прожити життя, яке повторюється покоління за поколінням: вийти заміж і виховати якомога більше дітей. Але одного разу вона зустрічає Лолу, незвичайну ромку, яка мріє вступити до університету та малює графіті з птахами. Кармен швидко находить спільну мову з Лолою, яка є сором’язливою, незалежною та любить дівчат. Вони відкривають світ, який неминуче призводить до того, що їхні родини відмовляться від них. 

## Акторський склад
- Zaira Romero - Лола
- Rosy Rodríguez  - Кармен
- Moreno Borja  - Пако
- Rafaela León  - Флор
- Carolina Yuste - Paqui

## Виробництво
Виробництвом фільму займалася TVTEC Servicios Audiovisuales за підтримки Orange España, регіональної адміністрації Мадрида та ICAA . 

## Покази
Прем'єра фільму відбулася 15 травня 2018 року    . Розповсюджений Super 8 Distribución , він вийшов у кінотеатрах Іспанії 7 вересня 2018 року.

## Рецензія
На агрегаторі рецензій Rotten Tomatoes рейтинг схвалення фільму становить 90% на основі 21 рецензії із середнім рейтингом 6,8/10. 

## Дивись також
- Список іспанських фільмів 2018 року

## Зовнішні посилання
- Кармен і Лола на сайті IMDb (англ.)